# Take Me Home (canção)
"Take Me Home" é uma canção gravada pela cantora e atriz americana Cher para seu décimo quinto álbum de estúdio de 1979 de mesmo nome. Uma música disco, foi concebida depois que Cher foi recomendada para se aventurar no gênero, após o fracasso comercial de seus álbuns anteriores. A letra gira em torno do pedido de uma mulher para ser levada para casa por seu amante. Foi lançado como o primeiro single do álbum Take Me Home, em janeiro de 1979, pela Casablanca Records, num single de 12 polegadas.
Os críticos musicais deram avaliações positivas para "Take Me Home", que destacaram seu som e melodia. O single foi bem nas tabelas dos Estados Unidos, chegando ao número oito na Billboard Hot 100 e entrando em três de suas paradas de componentes. Na Oceania, ele entrou na parada de singles da Nova Zelândia no número 49. Também foi um sucesso no Canadá, alcançando os dez postos da parada de singles.
Em 2001, a cantora inglesa Sophie Ellis-Bextor gravou uma versão cover para seu álbum de estreia Read My Lips. Ela serviu como seu primeiro single solo depois de ter assinado contrato com a Polydor Records. Sua versão contém novas letras e um instrumental de discoteca, e provocou uma resposta positiva dos críticos; também teve sucesso comercial. No entanto, Cher foi supostamente crítica desta versão, percebendo suas letras muito abertamente sexuais.